# Égerbarka csészegomba
Az égerbarka csészegomba (Ciboria amentacea) a Sclerotiniaceae családba tartozó, Európában és Észak-Amerikában honos, korhadó égerbarkán növő gombafaj.

## Megjelenése
Az égerbarka csészegomba termőteste 2-12 mm átmérőjű csésze, amely fiatalon egészen mély, majd idősödve ellaposodik, végül szinte korong alakúvá válik. Az aljzathoz vajszínű, 10-40 mm hosszú nyéllel kapcsolódik. 
A csésze belső termőfelülete okkerbarna színű, külső felülete világosabb barnás-ezüstös vagy bézsszínű. Pereme fehéren csillós. Húsa szürkésbarna, törékeny. Szaga, íze nem jellegzetes.
Spórapora fehéres. Spórája tojásdad vagy elliptikus, sima, mérete 6-11,2 x 3,5-7,8 μm. 

### Hasonló fajok
Több, igen hasonló rokona létezik (pl. a mogyoróbarka csészegomba), amelyektől élőhelye és mikroszkopikus tulajdonságai különböztetik meg.

## Elterjedése és életmódja
Európában és Észak-Amerikában honos.
Égeresekben él, ahol az előző évben lehullott barkák anyagát bontja. Kora tavasszal, tömegesen terem. 
Nem mérgező, de kis mérete miatt gasztronómiai szempontból nincs jelentősége.

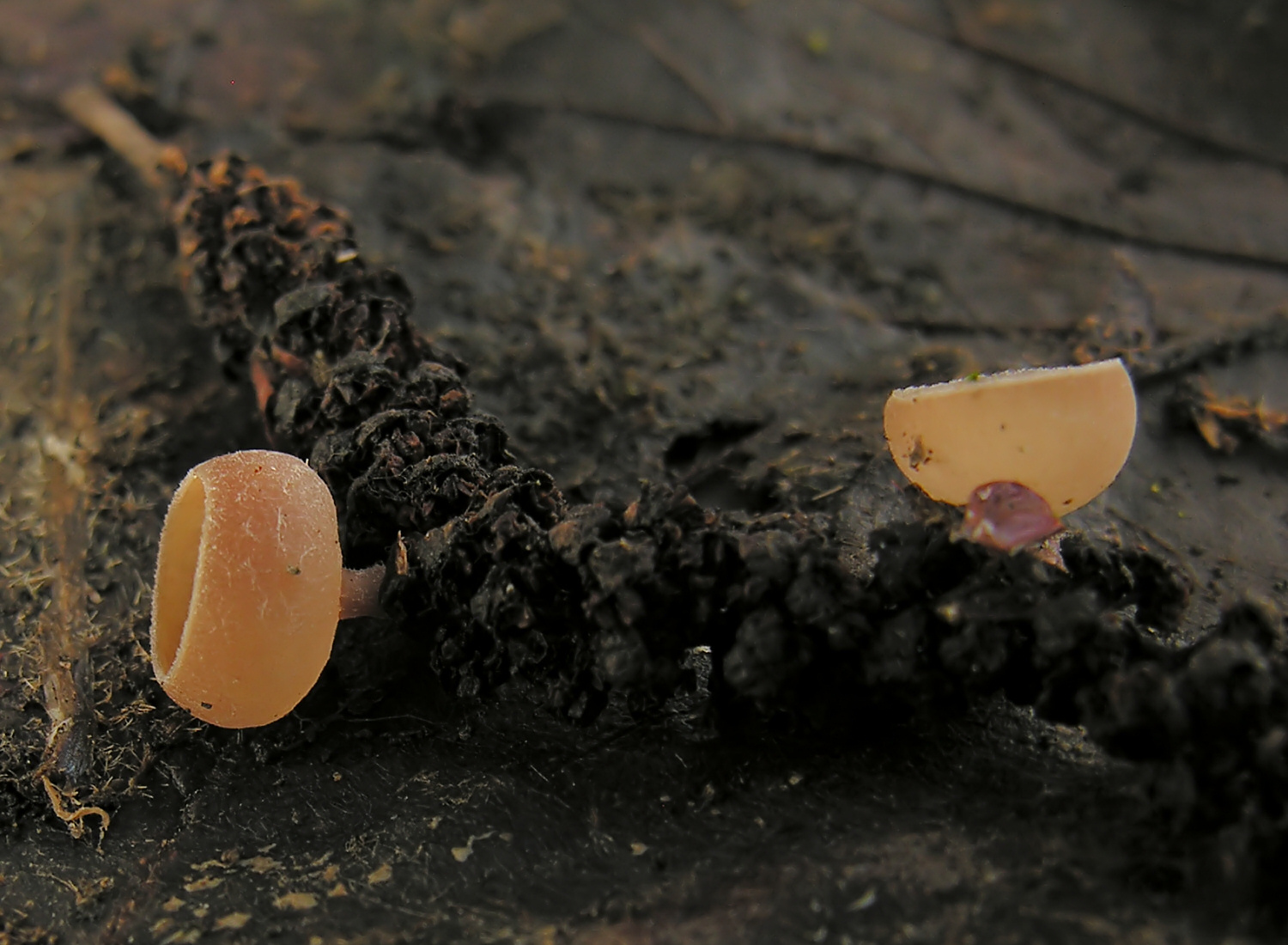
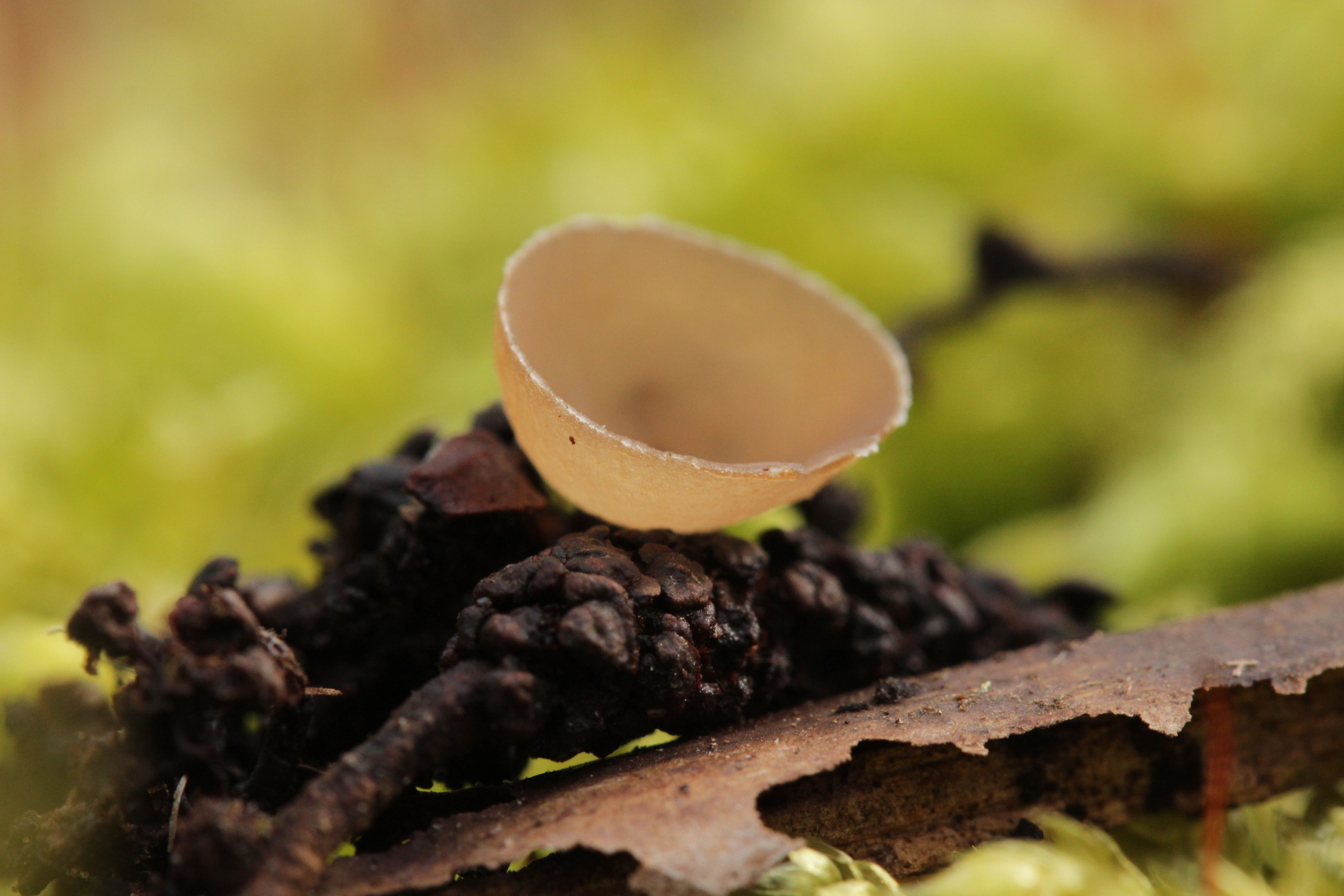
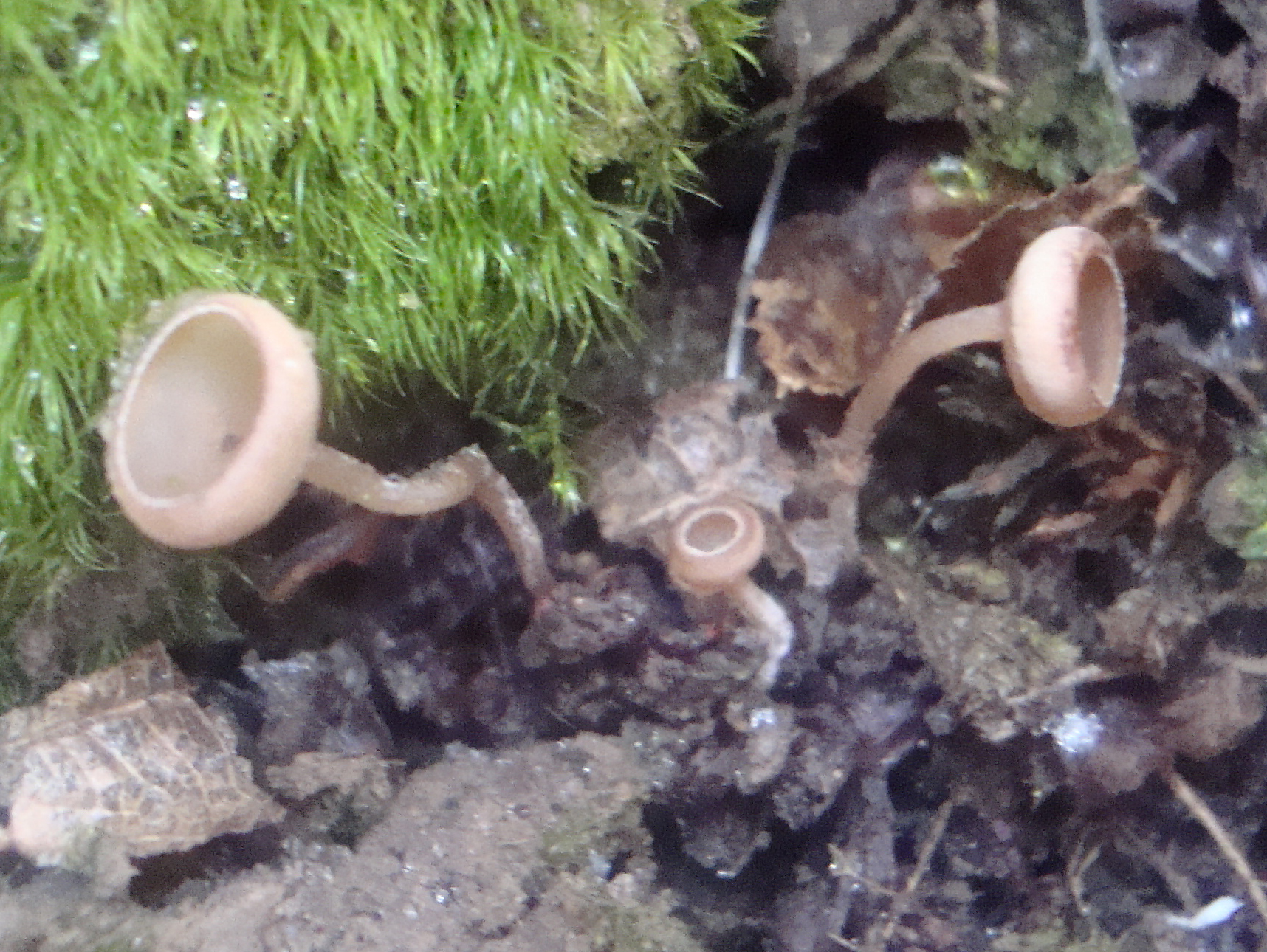
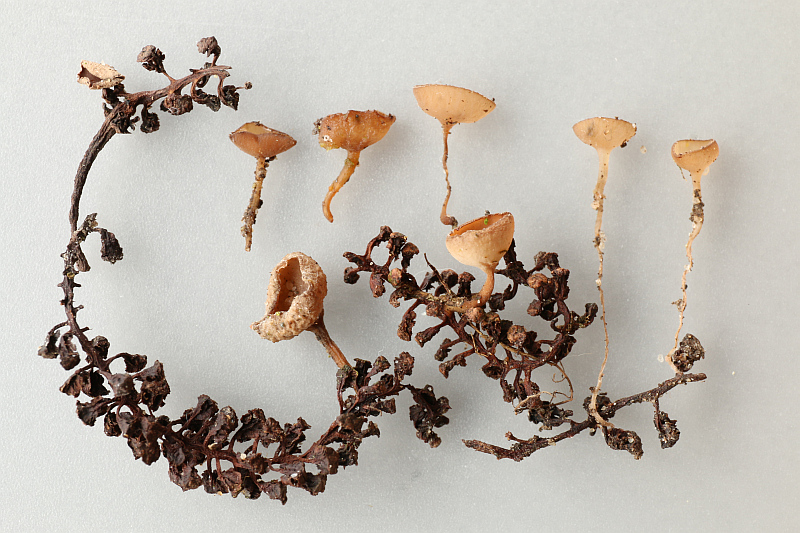